# Mgławica refleksyjna

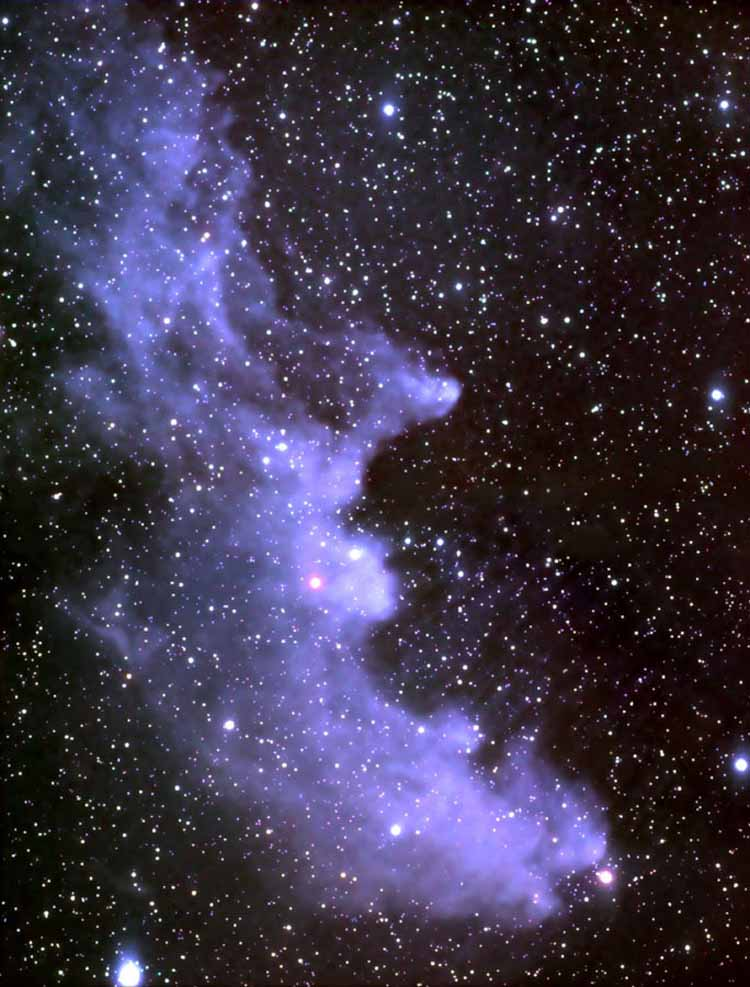
Mgławica Głowa Czarownicy (IC 2118), oddalona od Ziemi o około 1000 lat świetlnych, jest powiązana z jasną gwiazdą Rigel w gwiazdozbiorze Oriona. Mgławica świeci głównie światłem odbitym Rigla, znajdującego się poza górnym prawym rogiem obrazu. Drobny pył w mgławicy odbija światło. Niebieski kolor jest spowodowany nie tylko niebieskim kolorem Rigla, ale również tym, że ziarna pyłu efektywniej odbijają światło niebieskie niż czerwone.

Mgławica refleksyjna – typ mgławicy, w której obłoki pyłu odbijają światło pobliskiej gwiazdy lub gwiazd. Promieniowanie pobliskiej gwiazdy lub gwiazd nie jest wystarczające do wywołania jonizacji gazu w mgławicy, jak to ma miejsce w mgławicach emisyjnych, ale jest wystarczające, aby dać odpowiednie rozproszenie, które uwidacznia pył. Stąd widma częstotliwości wykazywane przez mgławice refleksyjne są podobne do gwiazd, które je oświetlają. Pośród mikroskopijnych cząsteczek odpowiedzialnych za rozproszenie znajdują się związki węgla (np. diamentowy kurz) oraz innych pierwiastków, a w szczególności żelaza i niklu. Związki tych dwóch ostatnich są często zgrupowane zgodnie z galaktycznym polem magnetycznym i powodują lekką polaryzację rozpraszanego światła. Rozróżnienie pomiędzy tymi dwoma rodzajami mgławic (emisyjnymi i refleksyjnymi) zostało dokonane przez Edwina Hubble'a w 1922 roku.
Mgławice refleksyjne są miejscem, gdzie powstają gwiazdy.
W 1922 roku Hubble opublikował wyniki swoich badań nad mgławicami jasnymi. Jedną z części tej pracy jest prawo jasności Hubble'a dla mgławic refleksyjnych, które wiąże rozmiary kątowe (R) mgławicy z widomą wielkością gwiazdową (m) powiązanej gwiazdy:
5 log(R) = -m + k
gdzie k jest stałą, która zależy od czułości pomiaru.